# リーインカーネーション (映画)
『リーインカーネーション』（The Reincarnation of Peter Proud）は、1975年に公開されたアメリカ合衆国のサイコロジカルホラー映画である。
監督はJ・リー・トンプソン、出演マイケル・サラザン、マーゴット・キダー、ジェニファー・オニールである。マックス・エーリッヒが1973年に書いた小説『リーインカーネーション』が原作である。

## キャスト
| 役名        | 俳優                   | 日本語吹替                         |
| 役名        | 俳優                   | TBS版                              |
| ----------- | ---------------------- | ---------------------------------- |
| ピート      | マイケル・サラザン     | 安原義人                           |
| アン        | ジェニファー・オニール | 麻上洋子                           |
| ノーラ      | コーネリア・シャープ   | 平井道子                           |
| マーシャ    | マーゴット・キダー     | 寺島信子                           |
| ジェフ      | トニー・ステファノ     | 宮下勝                             |
| グッドマン  | ポール・ヘクト         | 西田昭市                           |
| 医師        | スティーヴ・フランケン | 玄田哲章                           |
| スージー    | デブラリー・スコット   | 川浪葉子                           |
| チャーリー  | ジーン・ボランド       | 沢木郁也                           |
| 不明 その他 |                        | 仲木隆司 若本紀昭 国坂伸 清川元夢  |
|             |                        |                                    |
| 演出        | 演出                   | 春日正伸                           |
| 翻訳        | 翻訳                   | 山田実                             |
| 効果        | 効果                   | 南部光庸 大橋勝次                  |
| 調整        | 調整                   | 中村修                             |
| 制作        | 制作                   | ザック・プロモーション             |
| 解説        | 解説                   | 荻昌弘                             |
| 初回放送    | 初回放送               | 1980年2月18日 『月曜ロードショー』 |